# Kanton Sainte-Fortunade
Sainte-Fortunade is een kanton van het Franse departement Corrèze. Het kanton maakt deel uit van het arrondissement  Tulle.  

Het telt 10.728 inwoners in 2018.

Het kanton werd gevormd ingevolge het decreet van 24  februari 2014 met uitwerking op 22 maart 2015.

## Gemeenten
Het kanton Sainte-Fortunade omvatte bij zijn oprichting 23  gemeenten.

Op 1 januari 2019 werden de gemeenten Lagarde-Enval en Marc-la-Tour samengevoegd tot de fusiegemeente (commune nouvelle) Lagarde-Marc-la-Tour

Eveneens op 1 januari 2019 werden de gemeenten Laguenne en Saint-Bonnet-Avalouze samengevoegd tot de fusiegemeente (commune nouvelle) : Laguenne-sur-Avalouze. 

Bij decreet van 5 maart 2020 werd het grondgebied van de gemeente Saint-Bazile-de-la-Roche, die eerder al was samengevoegd met de gemeente Argentat in het kanton Argentat-sur-Dordogne, ovegeheveld naar dat kanton.
Sindsdien omvat het kanton Sainte-Fortunade volgende 20 gemeenten:  
- Champagnac-la-Prune
- Chanac-les-Mines
- Le Chastang
- Clergoux
- Cornil
- Espagnac
- Eyrein
- Gros-Chastang
- Gumond
- Ladignac-sur-Rondelles
- Lagarde-Marc-la-Tour
- Laguenne-sur-Avalouze
- Pandrignes
- La Roche-Canillac
- Saint-Martial-de-Gimel
- Saint-Martin-la-Méanne
- Saint-Pardoux-la-Croisille
- Saint-Paul
- Saint-Priest-de-Gimel
- Sainte-Fortunade